# 第44炮兵旅 (乌克兰)
第 44 炮兵旅是乌克兰陸軍的炮兵编队，驻扎在捷尔诺波尔。

## 結構
截至2017年，第44炮兵旅的結構如下：
- 第44砲兵旅，捷爾諾波爾
  - 本部連
  - 第 1 榴彈砲營（2A65 Msta-B）
  - 第 2 榴彈砲營（2A36 風信子-B）
  - 第 3 榴彈砲營（2A36 風信子-B）
  - 第 4 自行火砲營（ 2S7）
  - 第 5 反坦克砲兵營 (T-12)
  - 砲兵偵察營
  - 第 6 摩托化步兵營“茲布魯奇河”
  - 工兵連
  - 維修連
  - 物流連
  - 化學、生物、放射性和核防禦CBRN-防禦排
  - 第44砲兵旅樂隊

在2016年5月，第44砲兵旅軍樂隊戰士在地下近300米處表演“烏克蘭仍在人間”(烏克蘭國歌)，打破了世界紀錄。